# Skyspace Lech

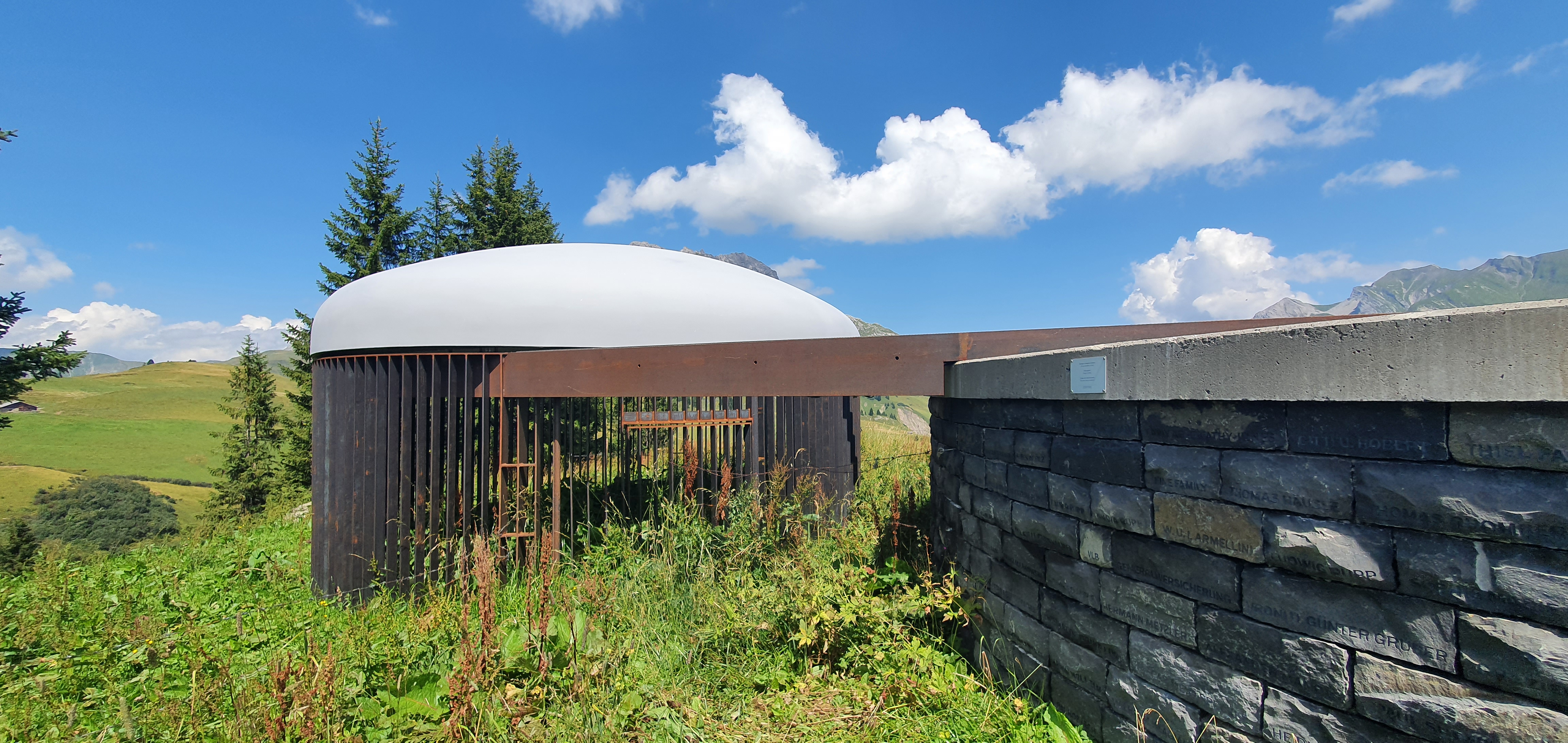
Der Skyspace Lech

Der Skyspace Lech ist eine begehbare Kunstinstallation des US-amerikanischen Lichtkünstlers James Turrell. Der Skyspace befindet sich in Tannegg/Oberlech in Vorarlberg, dem westlichsten Bundesland Österreichs.
Im Jahr 2014 hat James Turrell den Skyspace Lech speziell für diesen Standort konzipiert, welcher sich nahtlos in die Landschaft integriert. Der Skyspace Lech wurde im September 2018 der Öffentlichkeit zugänglich gemacht.

## Lage
Er befindet sich auf 1.780 m Höhe, einige Gehminuten von Oberlech entfernt auf der Alpe „Tannegg“, oberhalb der Bergstation der Schloßkopfbahn.

## Beschreibung

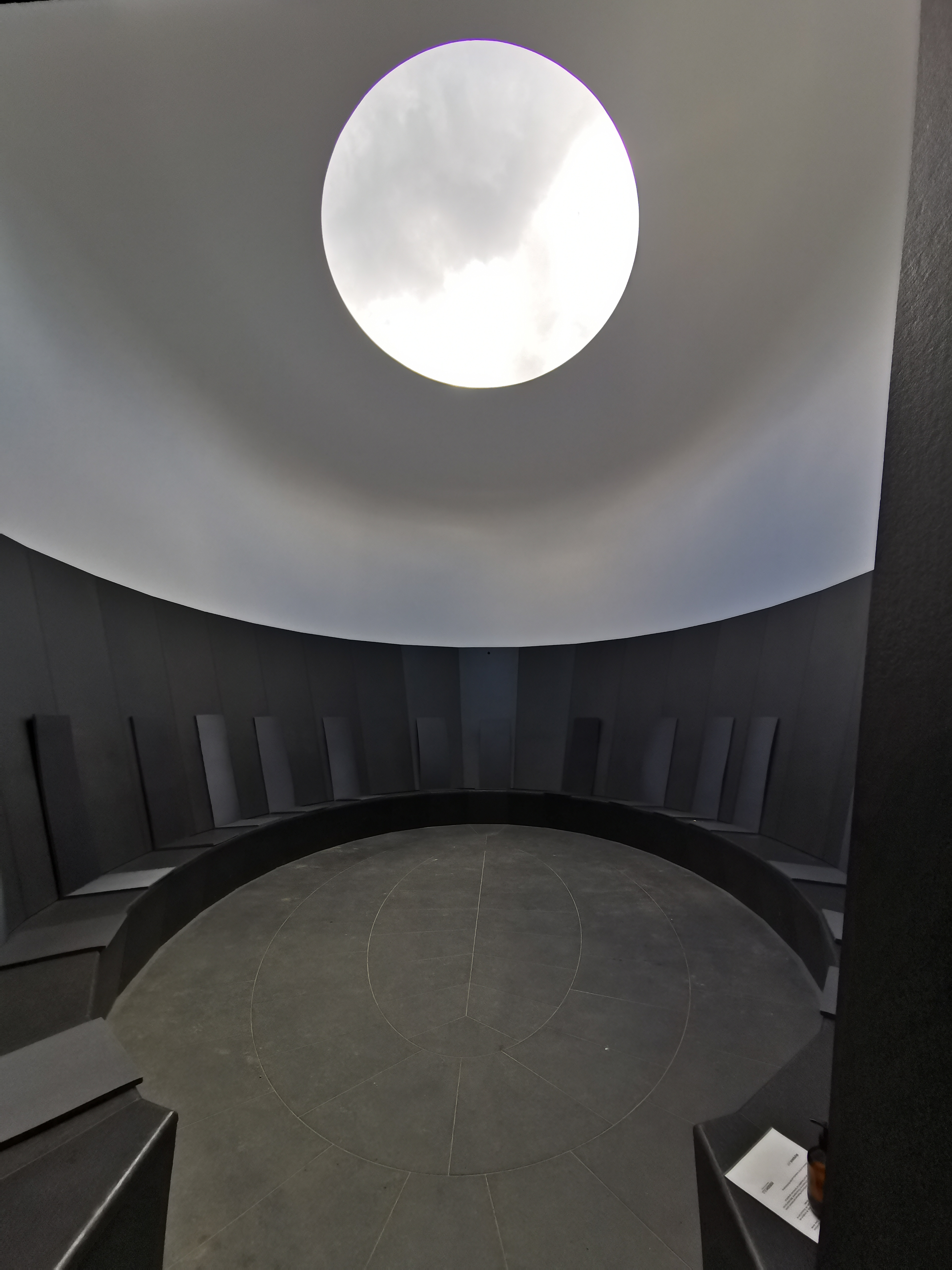
Der sogenannte „Sensing Room“ bietet Platz für rund 30 Besucher

Die Skyspaces von James Turrell sind speziell proportionierte Räume, in die durch eine Öffnung in der Decke das Licht einfällt – teils in bestehende Bauten integriert, teils eigens errichtet.
Der Skyspace Lech ist weitgehend unterirdisch angelegt. Ein 15 m langer Tunnel gewährt Zugang zum ovalen Hauptraum „Sensing Room“, der 6 m mal 9 m misst, 5,20 m hoch ist, mit einer Sitzbank ausgestattet ist und Platz für rund 30 Besucher bietet. Die ovale Öffnung in der Decke ist mit einer Kuppel versehen, die bewegt werden kann und je nach Wetter und Lichteinfall für unterschiedliche Wahrnehmungseffekte sorgt. Drei Lichtinstallationen erzeugen zudem variable Farbstimmungen. Das buchbare Programm startet 50 Minuten vor Sonnenaufgang oder zum Sonnenuntergang.
Das Projekt wurde in Zusammenarbeit mit Vorarlberger Betrieben gestaltet und ausgeführt (Lichttechnik: Zumtobel, Architektur: Baumschlager Eberle). Der Skyspace Lech kostete rund 1,5 Millionen Euro.

## Fotogalerie

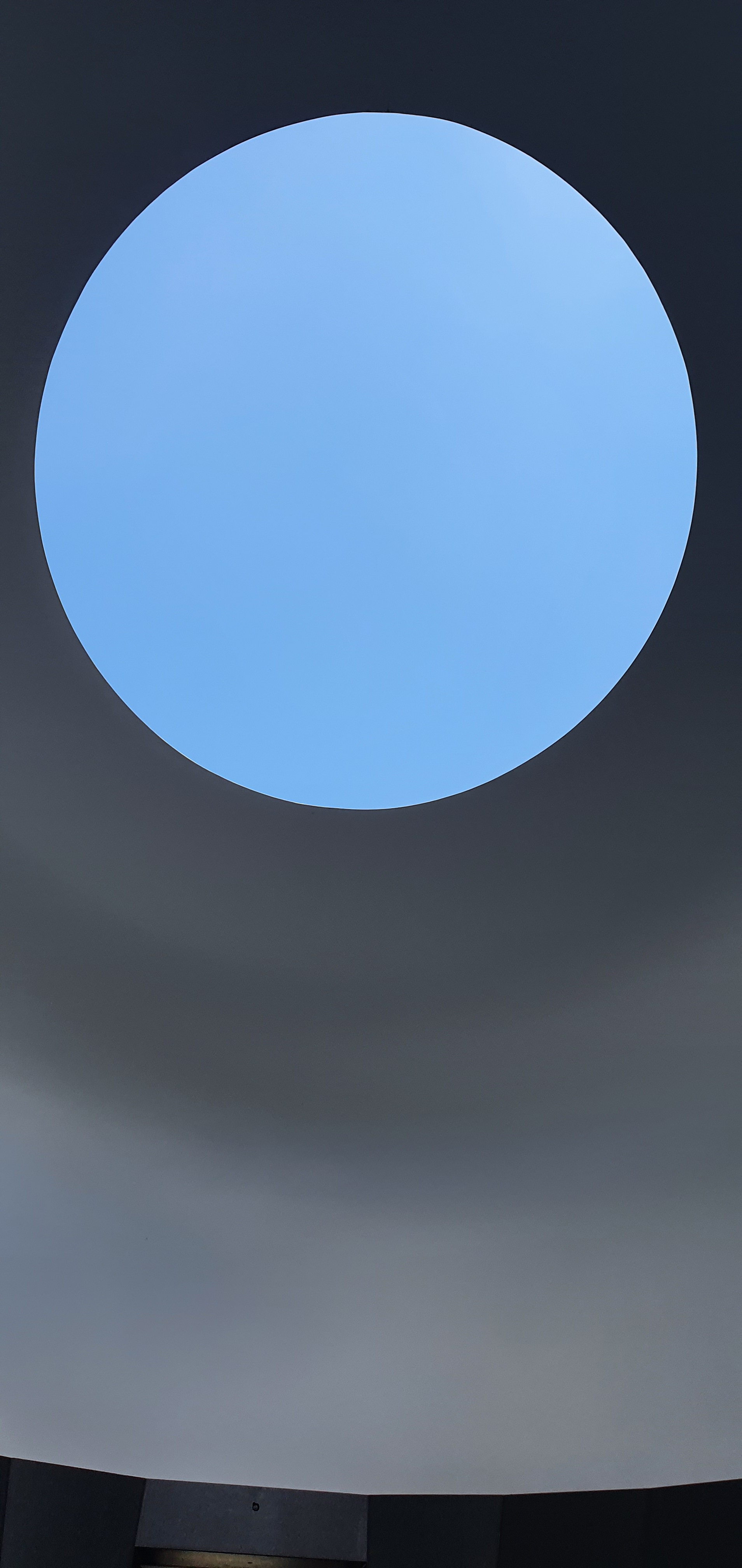
Blick durch die Öffnung
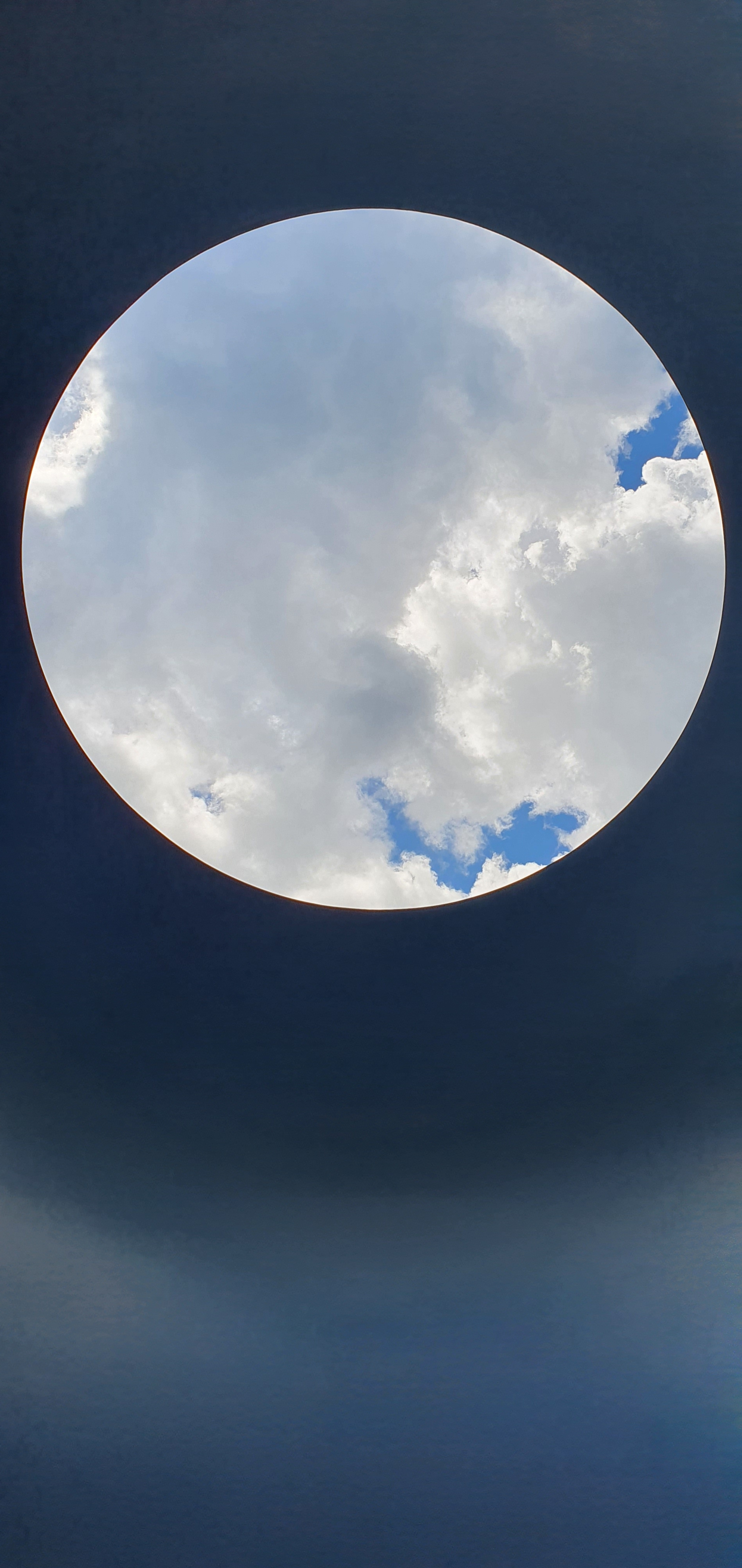
Blick durch die Öffnung
Blick durch die Öffnung aus dem Sensing Room
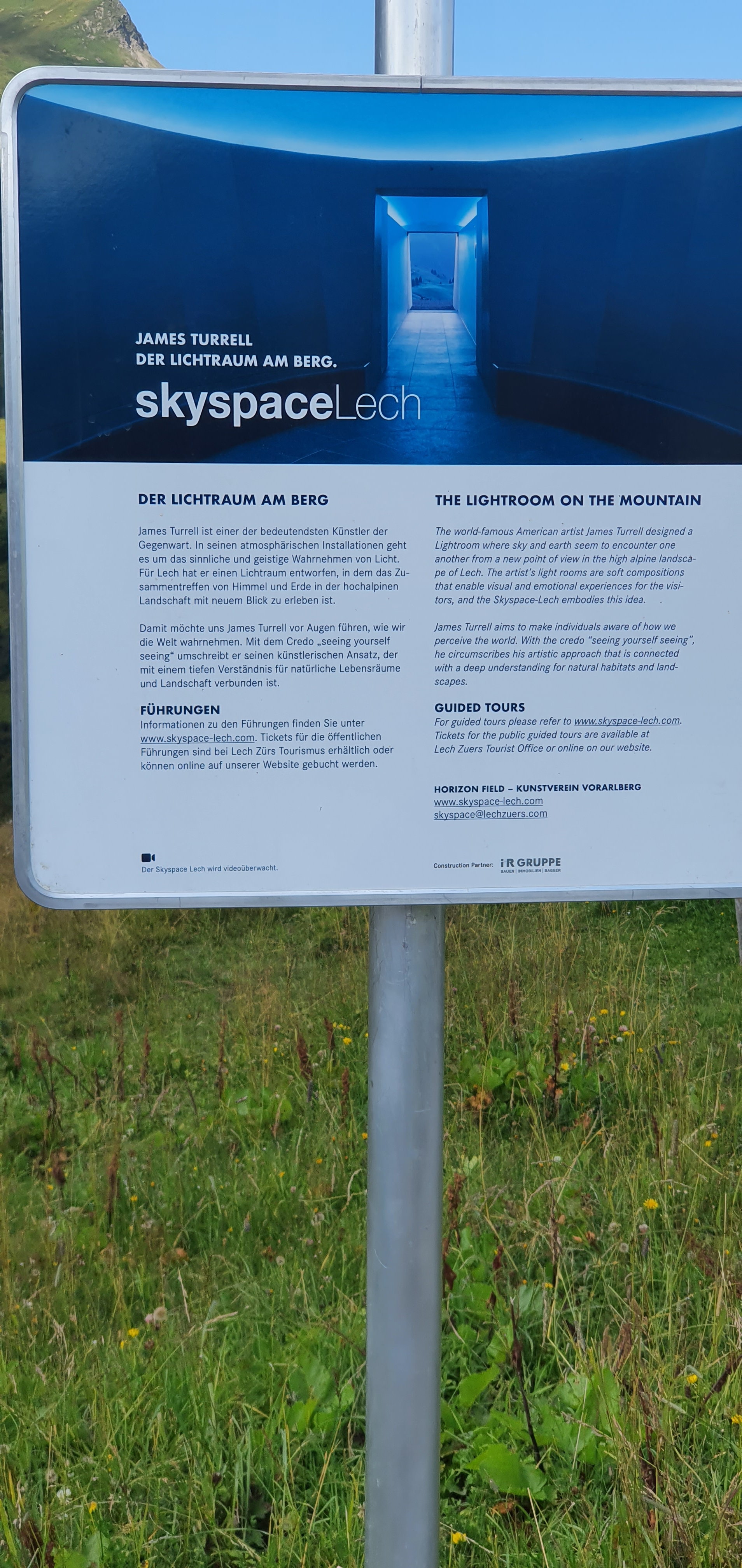
Hinweistafel
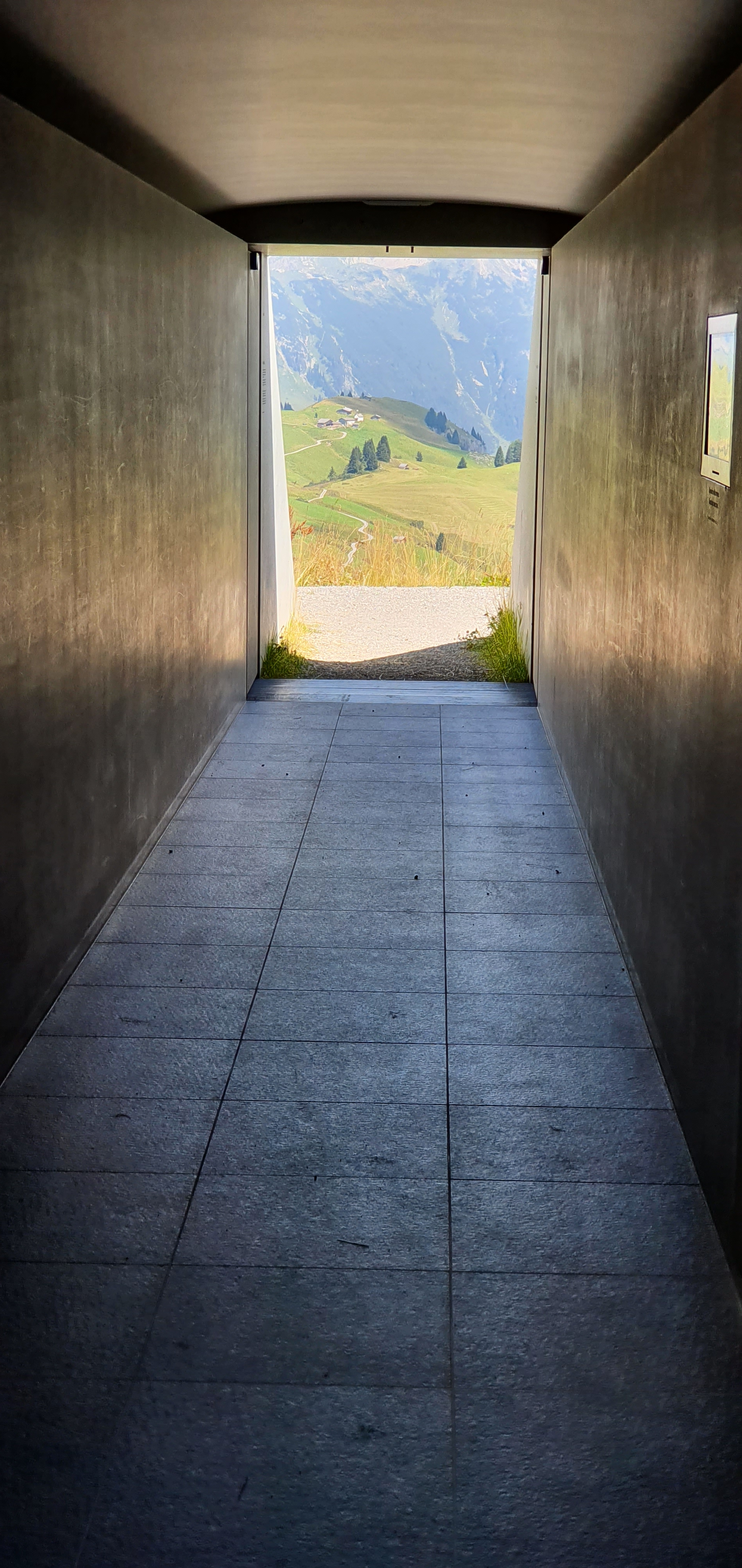
Tunnel von draußen zum Sensing Room